# Damanan di Djárason
Damanan di Djárason (letterlijk: Woensdagdames) was een Curaçaos activistische groepering uit de vrouwenvleugel van de Nationale Volkspartij (PNP), die zich heeft ingezet voor invoering van het vrouwenkiesrecht op de Nederlandse Antillen. De groep ging van deur tot deur om handtekeningen te verzamelen en vrouwen te informeren en bewust te maken van het belang van het vrouwenkiesrecht. Ook werd het stemproces uitgelegd. De acties vonden plaats onder leiding van Clarita da Costa Gomez, Mena van West-Davelaar en Thelma Römer-da Costa Gomez. 'Damanan di Djárason' werd opgericht in 1948 en was actief tot eind jaren vijftig.

## Geschiedenis

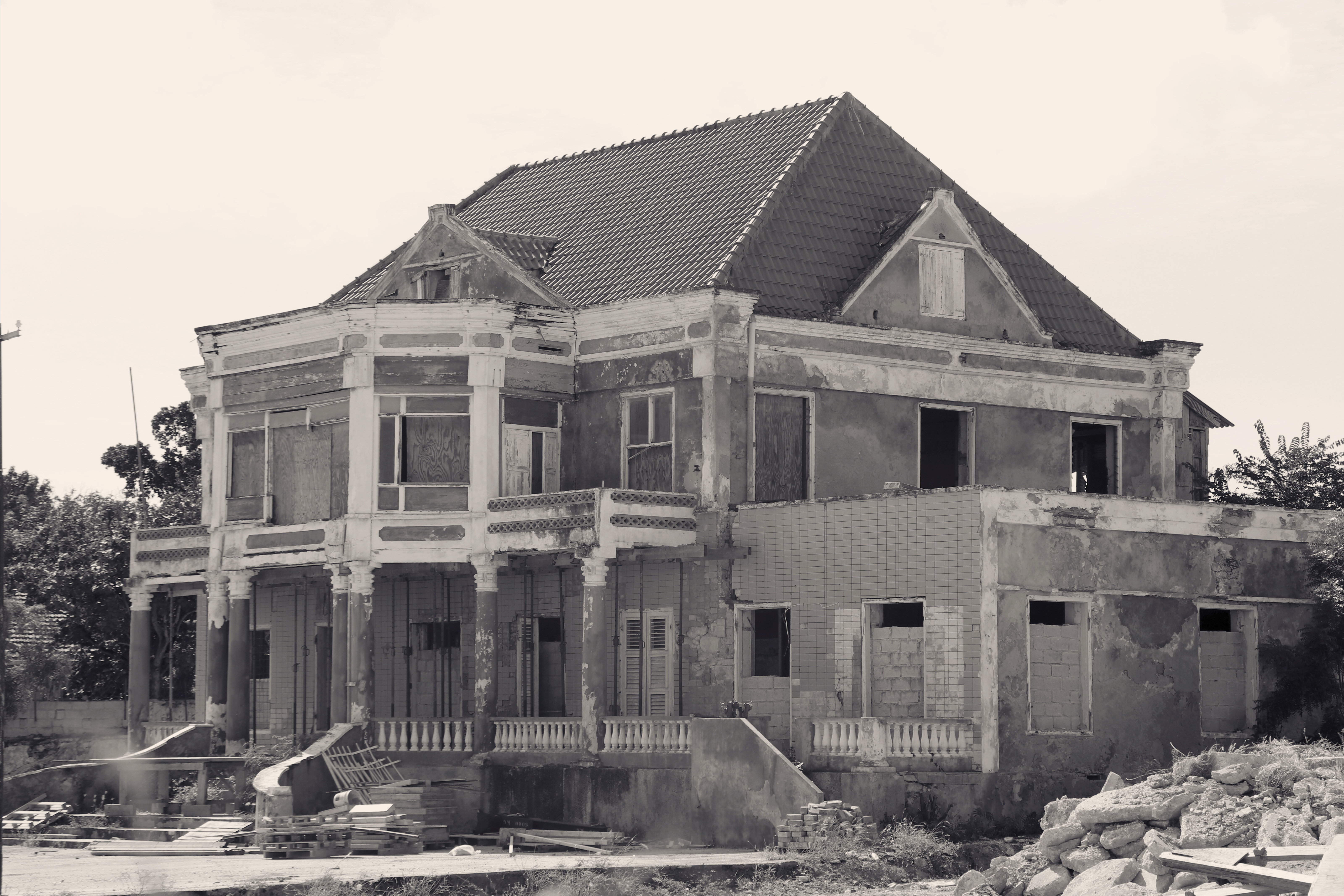
De voormalige "Kas di Pueblo" onder restauratie (2023)

Initiatiefnemer van de groep was Clarita da Costa Gomez (1890-1964), tante van Moises Frumencio da Costa Gomez, die Mena van West-Davelaar (1919) en Thelma Römer-da Costa Gomez (1921-2007) rekruteerde. Het drietal richtte met Maria Rodriguez, Noni Curiel en Bekita Curiel een actiecomité op. Omdat het handig was om op woensdag bijeen te komen, kreeg de comité de naam 'Damanan di Djárason' ('Woensdag-dames'). Ze troffen elkaar wekelijks in het PNP-hoofdkwartier in de Penstraat, bekend als 'Kas di Pueblo'.

### Vrouwenkiesrecht
De strijd om het kiesrecht in de kolonie Curaçao dateert van rond 1870. Terwijl op Suriname reeds in 1865 kiesrecht werd ingevoerd zou het gebiedsdeel Curaçao tot 1 april 1937 moeten wachten. Het eerste Kiesreglement Curaçao voorzag in een beperkt census- en capaciteitskiesrecht, waarbij mannen vanaf 25 jaar actief kiesrecht verwierven, en mannen en vrouwen vanaf 25 jaar passief kiesrecht, mits de kiezer voldeed aan een minimumbedrag aan belastingbetaling en over een minimaal ontwikkelingsniveau (opleiding) beschikte. Minister van Koloniën, Hendrikus Colijn, liet ter onderbouwing weten dat het eerste kiesreglement rekening hield met de omstandigheid, dat voor het overgrootste deel van de bevolking de uitoefening van politieke rechten geheel nieuw was. De beperkingen op het vrouwenkiesrecht golden van 1937 tot de invoering van het algemeen kiesrecht in 1949. Vrouwen konden zich weliswaar onder beperkingen kandidaat stellen voor een politieke functie, doch in het geheel niet zelf stemmen. Het duurde eveneens tot 1949, voordat er vrouwelijke kandidaten voor het eerst op de lijsten van de Caribische politieke partijen voorkwamen. In het moederland Nederland was het algemeen kiesrecht op dat moment al lang ingevoerd; in 1917 voor mannen en in 1919 voor vrouwen.

### Algemeen kiesrecht en verkiezingen

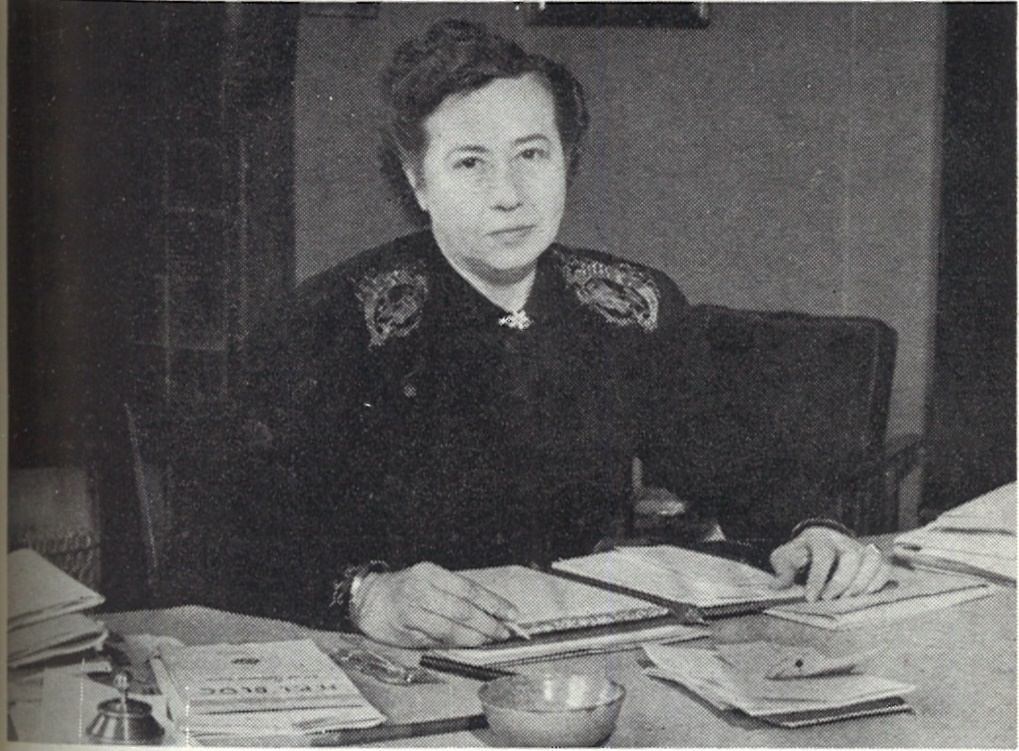
Corry Tendeloo (1897-1956), Tweedekamerlid die een amendement indiende voor gelijke kiesrechten in de Antillen, zonder onderscheid van geslacht.

Tijdens de behandeling van de wijziging van de Curaçaose staatsregeling op 16 maart 1948 keurde het Nederlandse parlement het universeel stemrecht goed voor alle burgers van de Nederlandse Antillen vanaf 23 jaar. Naast de mannen kregen vrouwen onbeperkte politieke rechten, dankzij het amendement van Corry Tendeloo, die steun kreeg van de voltallige KVP-fractie met Wim de Kort als woordvoerder. Sleutelfiguren in de strijd om vrouwen kiesrecht te verlenen waren Clarita da Costa Gomez en Adèle Rigaud, mede-oprichter van de Katholieke Volkspartij, als initiatiefnemers van een handtekeningencampagne in februari 1948. De petitie met ruim duizend handtekeningen werd naar premier Beel in Den Haag gestuurd. De handtekeningen dienden ter ondersteuning van een petitie aan de Tweede Kamer voor het algemeen kiesrecht. Uit een ingediend memorandum van advies aan minister Jonkman bleek dat de Staten van het gebiedsdeel Curaçao een vrouwenkiesrecht voorstond dat was onderworpen aan bepaalde qualificaties. Tendeloo stelde dat een onderscheid in staatsburgerschap tussen mannen en vrouwen in strijd was met het Handvest van de Verenigde Naties, in het bijzonder het artikel 73 dat handelt over gebieden zonder zelfbestuur. Na lange discussie van de Kamerleden kreeg de petitie voldoende steun. Het verkrijgen van het algemeen vrouwenkiesrecht was een belangrijke mijlpaal in de Curaçaose vrouwenemancipatiebeweging. Hierna organiseerde de Damanan di Djárason nogmaals een handtekeningenactie om de leden van de Staten-Generaal te bedanken.
Op 17 maart 1949 gingen vrouwen op de Nederlandse Antillen voor het eerst naar de stembus. De opkomst van massaal. Bij de eerdere verkiezingen in 1945 hadden 4000 mannen deelgenomen, echter in 1949 stemden ruim 37.688 kiesgerechtigden: 18.087 mannen en 19.601 vrouwen. Op Curaçao was de grote winnaar van de verkiezing de PNP van Da Costa Gomez met vier zetels. De eerste vrouw die toetrad tot het Antilliaans parlement was Angela Altagracia de Lannoy-Willems (1913-1983) namens de PNP. In 1953 sloten ook Mena van West-Davelaar en Thelma Romer zich aan als kandidaten op de PNP-lijst. Thelma Römer werd in 1959 moeder van een dochter, Suzanne Römer, die ruim dertig jaar later haar carrière als politica aanving.